# Makhoudia Sène
 (février 2025).
Makhoudia Sène né le 2 juin 1973 à Conakry, est un syndicaliste et homme politique guinéen.

## Biographie

### Formation et débuts
Makhoudia Sène est né le 2 juin 1973 à Conakry[réf. nécessaire].

### Carrière
En 2017, il fait partie des représentants négociateurs de la Fédération Syndicale des Banques et Assurances de Guinée (FESABAG),.
Depuis le 22 janvier 2022, il est conseiller au sein du Conseil national de la transition (CNT) de la république de Guinée en tant que représentant des centrales syndicales,,,.
En 2022, un article de la presse guinéenne le décrit comme « Dynamique et talentueux, […] jeune syndicaliste qui se bat corps et âme pour le développement de la Guinée. Connu par son travail et sa rigueur, il est un syndicaliste chevronné et soucieux de sa jeunesse ».
En 2023, lors du 146e assemblée générale de l’Union interparlementaire (UIP), il participe à l’assemblée générale des parlements du monde à Bahreïn.